# 高見英一
高見 英一（たかみ えいいち、1930年3月18日 - ）は、日本のスペイン文学者、翻訳家。法政大学名誉教授。

## 略歴
大阪市生まれ。1954年東京外国語大学スペイン語科卒。1957年同志社大学講師、1963年法政大学教養部講師、助教授、第一教養部教授。2001年定年退任、名誉教授。

## 翻訳
- 『世界文学大系93 近代小説集3』（筑摩書房） 1965

「すばらしい獲物」(アラルコン) 、「特赦」(パルド・バサン）
- 「虐げられし人々」(アスエラ、学芸書林、『全集・現代世界文学の発見9』） 1970
- 「霧」（ミゲル・デ・ウナムーノ、『著作集4 虚構と現実』法政大学出版局） 1974
- 『ラテンアメリカ文学史』（ジャック・ジョゼ、鼓直共訳、白水社、文庫クセジュ） 1975
- 『トンネル』（エルネスト・サバト、国書刊行会、ラテンアメリカ文学叢書） 1977
- 『落葉 短編集』（ガブリエル・ガルシア＝マルケス、新潮社、新潮・現代世界の文学） 1980、のち新版「全小説」
- 『悪い時』（ガルシア=マルケス、新潮社、同上） 1982、のち同上
- 『ツバメとトラネコ ある愛の物語』（ジョルジェ・アマード、新潮社） 1983
- 『日向で眠れ / 豚の戦記』（アドルフォ・ビオイ＝カサーレス、集英社、ラテンアメリカの文学） 1983 - 後者は荻内勝之訳
- 『パンタレオン大尉と女たち』（マリオ・バルガス＝リョサ、新潮社） 1986
- 「痩せるための規定食」（ホルヘ・エドワーズ、集英社『ギャラリー 世界の文学19 (ラテンアメリカ)』） 1990

## 論文
- Cinii